# لری فرگوسن (فیلم‌نامه‌نویس)
لری فرگوسن (به انگلیسی: Larry Ferguson) فیلمنامه نویس آمریکایی است. 

## فیلمنامه‌ها
- سنت هلن (۱۹۸۱) (فیلمنامه)
- کوه‌نشین - ۱۹۸۶ (فیلمنامه)
- پلیس_بورلی_هیلز_۲ ۱۹۸۷ (فیلمنامه)
- قرارگاه_نظامی (۱۹۸۸)
- شکار برای قرمز اکتبر (۱۹۹۰) (فیلمنامه)
- استعداد برای بازی (۱۹۹۱)
- بیگانه ۳ (۱۹۹۲) (فیلمنامه)
- ناخن‌ها (۱۹۹۲) (فیلم تلویزیونی)
- فراتر از قانون (۱۹۹۳) (فیلم تلویزیونی)
- حداکثر خطر (۱۹۹۶)
- رولربال (فیلم ۲۰۰۲) (فیلمنامه)